# قائمة أنواع الدبس
الدبس هو مادة سكرية تصنع من ثمار بعض الفاكهة كالعنب والتمر، وغالباً ما تُضَاف إلى علائق حيوانيّة.
| الاسم      | الصورة | الأصل | الوصف |
| ---------- | ------ | ----- | ----- |
| دبس التمر  |        |       |       |
| دبس العنب  |        |       |       |
| دبس السكر  |        |       |       |
| دبس الرمان |        |       |       |
| دبس الخروب |        |       |       |